# Тичинка

Будова квітки

Тичи́нка — фертильний орган квітки, який є гомологом мікроспорофіла голонасінних рослин. Складається з тичинкової нитки і пиляка, де утворюються мікроспори та пилкові зерна.
Будова андроцею є систематичною ознакою. Це стосується кількості тичинок (від 1 до 300 у деяких кактусових), довжини тичинкових ниток, наявності стаміноїдів (безплідних тичинок, що утворюються в результаті редукції пиляка), зростання, яке може охоплювати пиляки (складноцвіті), тичинкові нитки (звіробійні).
Здебільшого в тичинках розрізняють тичинкову нитку та прикріплений до неї пиляк, котрий має дві половинки, що з'єднуються в'язальцем. У кожній половинці пиляка є по два пилкових гнізда (пилкових мішка) — мікроспорангії, в яких утворюється значна кількість пилку (пилкових зерен). Кількість тичинок у квітках різних рослин різна — від однієї (наприклад, у канни) до кількох десятків і навіть сотень (у півонії). Сукупність тичинок у квітки називається андроцеєм. Тичинки можуть зростатися одна з одною нитками (наприклад, у мальвових), пиляками (у складноцвітих), а також з іншими частинами квітки — віночком (у деяких зрослопелюсткових), стовпчиком маточки (у орхідних). У деяких рослин тичинки редуковані — так звані неплідні тичинки або стамінодії, що часто перетворюються на нектарники.
Кількість, розміщення, форма, характер росту тичинок є важливими систематичними ознаками.

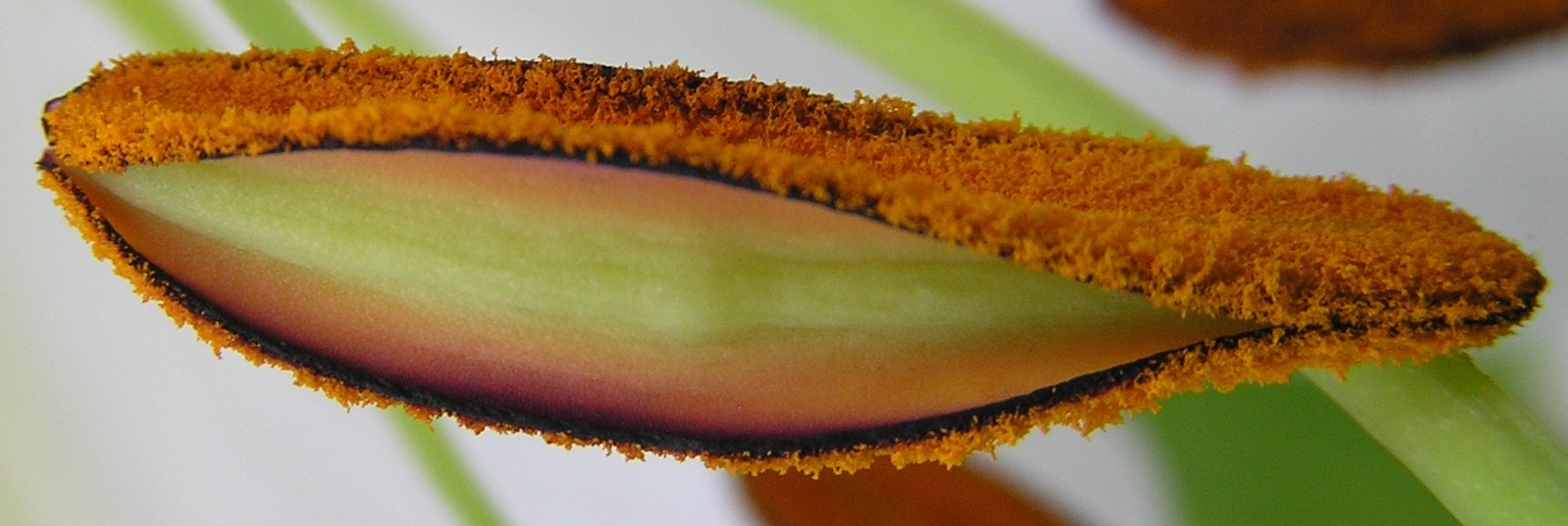

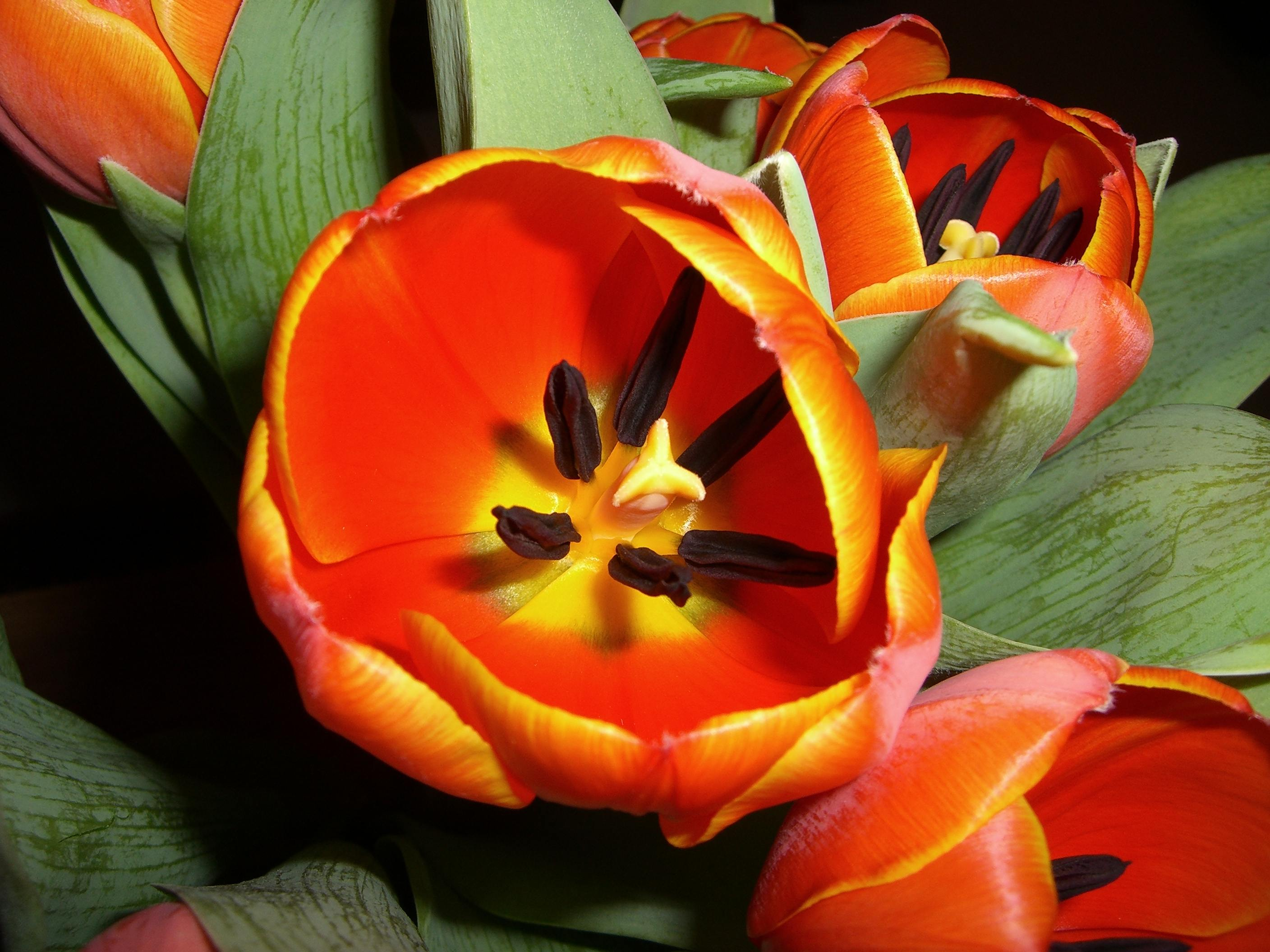
Чорні тичинки (усередині)

## Тичинкова нитка
У тичинці розрізняють звужену ниткоподібну або рідше стрічкоподібну частину — тичинкову нитку. Латинське означення тичинки лат. stamen якраз первісно і означало нитку.
Тичинкова нитка є аналогом мікроспорофіла різноспорових плауноподібних і голонасінних. Велика частина тичинкової нитки представлена паренхімною тканиною, а по центру проходить один судинний пучок. У різних рослин довжина тичинкових ниток варіює: у одних (у більшості рослин) вони приблизно рівні по довжині оцвітині, у інших — коротші, у третіх — перевищують її довжину в кілька разів. Половинки пиляка зчеплені одна з однією сполучною ланкою, до якої прикріплюється тичинкова нитка. З'єднання тичинкової нитки і зв'язкової ланки може бути нерухомим або рухомим. При нерухомому з'єднанні пиляки нерухомі, а при рухомому — коливаються. Вони зустрічаються у квіток з довгою і тонкою тичинковою ниткою (жито).
Одна квітка може мати від однієї до кілька тисяч (деякі види кактусів) тичинок, які на квітколожі розташовані колами або спірально (у жовтецевих). Сукупність тичинок квітки називається андроцеєм. Тичинки мають різну форму, яка сильно варіює і служить систематичною ознакою.
Тичинки у квітці можуть розташовуватися окремо, можуть зростатися частково або повністю. Так у складноцвітих, наприклад айстрових, тичинки зростаються пиляками, у гарбузових — повністю. У бобових рослин тичинки квітки зростаються тичинковими нитками, які називаються тичинковими трубками. Крім цього, тичинки можуть зростатися з іншими органами квітки. Так, тичинки рафлезієвих і деяких орхідних зростаються з маточкою, при цьому утворюючи особливий орган, так звану колонку, а у багатьох зрослопелюсткових — із віночком.